# Eppihus
Eppihus là một chi bướm đêm thuộc họ Tortricidae.

## Các loài
- Eppihus hippeus Razowski, 2006